# Ciclisme als Jocs Olímpics d'estiu de 1932
Als Jocs Olímpics d'Estiu de 1932 celebrats a la ciutat de Los Angeles (Estats Units) es disputaren 6 proves de ciclisme, totes elles en categoria masculina. Aquestes proves, igual que en els anteriors Jocs, es dividiren en dues de ciclisme en ruta, formades per una contrarellotge individual, el temps de la qual fou utilitzada per a decidir el resultat de la contrarellotge per equips, i en quatre proves de ciclisme en pista.

## Nacions participants
Participaren 66 ciclistes de tretze nacions diferents:
| - Alemanya (4) - Austràlia (1) - Canadà (7) - Dinamarca (6) - Estats Units (12) - França (8) - Hongria (1) | - Itàlia (10) - Mèxic (3) - Nova Zelanda (1) - Països Baixos (2) - Regne Unit (7) - Suècia (4) |

## Resum de medalles

### Ciclisme en ruta
| Prova                             | Or                                                      | Plata                                                | Bronze                                          |
| Contrarellotge individual detalls | Attilio Pavesi                                          | Guglielmo Segato                                     | Bernhard Britz                                  |
| Contrarellotge per equips detalls | ItàliaGiuseppe Olmo · Attilio Pavesi · Guglielmo Segato | DinamarcaHenry Hansen · Leo Nielsen · Frode Sørensen | SuèciaArne Berg · Bernhard Britz · Sven Höglund |

### Ciclisme en pista
| Prova                             | Or                                                                     | Plata                                                                      | Bronze                                                                        |
| Quilòmetre contrarellotge detalls | Dunc Gray                                                              | Jacobus Egmond                                                             | Charles Rampelberg                                                            |
| Velocitat individual detalls      | Jacobus Egmond                                                         | Louis Chaillot                                                             | Bruno Pellizzari                                                              |
| Tàndem detalls                    | FrançaLouis Chaillot · Maurice Perrin                                  | Regne UnitErnest Chambers · Stanley Chambers                               | DinamarcaHarald Christensen · Willy Gervin                                    |
| Persecució per equips detalls     | ItàliaPaolo Pedretti · Nino Borsari · Marco Cimatti · Alberto Ghilardi | FrançaHenri Mouillefarine · Paul Chocque · Amédée Fournier · René Legrèves | Regne UnitFrank Southall · William Harvell · Charles Holland · Ernest Johnson |

## Medaller
| Posició | País          | Or | Argent | Bronze | Total |
| 1       | Itàlia        | 3  | 1      | 1      | 5     |
| 2       | França        | 1  | 2      | 1      | 4     |
| 3       | Països Baixos | 1  | 1      | 0      | 2     |
| 4       | Austràlia     | 1  | 0      | 0      | 1     |
| 5       | Dinamarca     | 0  | 1      | 1      | 2     |
| 5       | Regne Unit    | 0  | 1      | 1      | 2     |
| 7       | Suècia        | 0  | 0      | 2      | 2     |